# MyoD
En biologie, MyoD est une protéine, un facteur de transcription ayant un rôle-clé dans la détermination et la différenciation des cellules musculaires striées. Il fait partie des MRF, les facteurs de transcription myogéniques. Son gène est le MYOD1 situé sur le chromosome 11 humain

## Régulation de MyoD
MyoD est inhibé par CDK (Cyclin-dependent kinase).